# Carmen (Cebu)
Carmen is een gemeente in de Filipijnse provincie Cebu. Bij de census van 2015 telde de gemeente ruim 51 duizend inwoners.

## Geografie

### Bestuurlijke indeling
Carmen is onderverdeeld in de volgende 21 barangays:
| - Baring - Cantipay - Cantumog - Cantukong - Caurasan - Corte - Dawis Norte - Dawis Sur - Cogon East - Hagnaya - Ipil | - Lanipga - Liboron - Lower Natimao-an - Luyang - Poblacion - Puente - Sac-on - Triumfo - Upper Natimao-an - Cogon West |

## Demografie
Carmen had bij de census van 2015 een inwoneraantal van 51.325 mensen. Dit waren 6.677 mensen (15,0%) meer dan bij de vorige census van 2010. Ten opzichte van de census van 2000 was het aantal inwoners gegroeid met 13.974 mensen (37,4%). De gemiddelde jaarlijkse groei in die periode kwam daarmee uit op 2,11%, hetgeen hoger was dan het landelijk jaarlijks gemiddelde over deze periode (1,72%).

De bevolkingsdichtheid van Carmen was ten tijde van de laatste census, met 51.325 inwoners op 84,78 km², 605,4 mensen per km².

## Geboren in Carmen
- Jose Maria Cuenco (19 mei 1885), aartsbisschop van Jaro (overleden 1972);
- Mariano Cuenco (16 januari 1888), politicus en schrijver (overleden 1964).